# 누만티아
누만티아(Numantia)는 고대 켈티베리아족들의 정착지였다. 현재는 그 유적지가 스페인 카스티야레온 지방 소리아 주 가라이 시의 북쪽 7km에 ‘세로 데 라 무엘라’(Cerro de la Muela)라는 언덕으로 알려진 곳이다. 누만티아는 켈티베리아 전쟁에서 그들이 한 역할로 유명하다. 기원전 153년 누만티아는 로마와 최초의 중대한 결전을 치르게 되었다. 20년간의 적대적으로 싸운 후에 기원전 133년 로마 원로원은 스키피오 아이밀리아누스 아프리카누스에게 누만티아를 파괴하라는 임무를 내린다. 그는 이 도시를 9km에 이르는 울타리를 세워 포위를 했다. 막대기로 단단히 고정한 성벽을 탑으로 지지하고, 주위엔 해자를 팠다. 13개월의 포위공격을 견딘 누만티아는 노예로 사느니 차라리 도시를 불태우고, 죽는 선택을 하게 된다.